# Juan Vinaccia
Juan Ignacio Vinaccia (28 de marzo de 1985, La Plata, Provincia de Buenos Aires, Argentina) es un futbolista argentino. Proviene de las inferiores de Estudiantes de La Plata y juega como mediocampista en Defensores de Cambaceres, club que pertenece a la Primera C, cuarta división del fútbol argentino.

## Trayectoria
Aguerrido y rápido mediocampista carrilero formado en las inferiores del Club Estudiantes de La Plata; su debut se produjo con la camiseta de Defensa y Justicia en el año 2006, de la Primera B Nacional del fútbol argentino. Disputó 4 encuentros sin convertir goles.
Jugó 9 partidos con la camiseta del Club Sportivo Cerrito de Uruguay, durante la primera mitad del año 2007. Este fue el único paso del "Pájaro" por el extranjero. Fueron seis meses donde no se llegó a acomodar y volvió al país.
La temporada 2007-2008 lo encontró aclimatándose a la B Metropolitana, donde jugó para Tristán Suárez. Disputó 28 partidos convirtiendo 1 gol (su primero en su carrera). Al finalizar la temporada, ya vencido su préstamo, regresó al “Pincha”, donde no fue tenido en cuenta por el Entrenador Alejandro Sabella en el 2009.
Disputó 30 encuentros marcando 3 goles en  Almagro, elenco con el que disputó hasta el final la posibilidad de descender a la Primera C, no sin antes haber sido seducido a mitad de torneo por Blas Giunta para incorporarse a quien fuera finalmente el campeón, Almirante Brown.
Luego de su paso por el Club Atlético Platense donde tuvo buenos rendimientos (21 partidos y 1 gol con la camiseta del calamar), en el 2011, fue transferido al Club Atlético Nueva Chicago para reforzar al equipo en el segundo semestre del 2011 donde no le costó adaptarse y ganó la titularidad con el DT Mario Franceschini como volante por izquierda. Jugó 22 partidos con la camiseta verdinegra en la única temporada que estuvo en el club que coronó el ascenso a la Primera B Nacional. Al finalizar la temporada, Vinaccia emigró a otra institución.
Para la temporada 2012-13 se dio su traspaso a Colegiales en la tercera categoría de Argentina. Disputó 21 partidos con la camiseta del tricolor, acumulando 3 goles (uno en la goleada 5-0 de su equipo frente a Acassuso el 7 de octubre del 2012 y otros dos en la victoria de su equipo frente a Central Córdoba el 16 de febrero de 2013).
A mediados de 2013 pasó al Club Defensores de Cambaceres de Ensenada, perteneciente a la Primera C, cuarta división de su país. En su primera temporada en Defensores de Cambaceres disputó 40 partidos, 2 de ellos por Copa Argentina y convirtió 1 gol frente a Central Ballester. En el Torneo de Transición 2014 disputó 17 partidos y margó 1 gol frente a Argentino de Quilmes.

## Clubes
| Club                     | País      | Año           |
| ------------------------ | --------- | ------------- |
| Defensa y Justicia       | Argentina | 2006          |
| Cerrito                  | Uruguay   | 2007          |
| Tristán Suárez           | Argentina | 2007-2008     |
| Almagro                  | Argentina | 2009-2010     |
| Platense                 | Argentina | 2010-2011     |
| Nueva Chicago            | Argentina | 2011-2012     |
| Colegiales               | Argentina | 2012-2013     |
| Defensores de Cambaceres | Argentina | 2013-Presente |

## Palmarés
| Título                    | Club          | País      | Año     |
| ------------------------- | ------------- | --------- | ------- |
| B Metropolitana (Ascenso) | Nueva Chicago | Argentina | 2011-12 |